# Trent Reznor
Michael Trent Reznor, detto Trent (New Castle, 17 maggio 1965), è un cantautore, polistrumentista, compositore e produttore discografico statunitense.
Nel 1988 ha formato il gruppo musicale industrial rock Nine Inch Nails, di cui è stato l'unico membro ufficiale fino al 2016, momento in cui si è unito alla formazione il collaboratore Atticus Ross.

## Biografia

### Gli esordi
Nato a New Castle e cresciuto a Mercer, in Pennsylvania, Reznor si scopre precoce talento al pianoforte, già a 5 anni era in grado di suonarlo autonomamente; la sua infanzia è segnata dal difficile rapporto con i genitori e ad occuparsi di lui è la nonna materna. Abbandona progressivamente il pianoforte per dedicarsi alla musica elettronica; inizia a militare in diversi gruppi della scena underground di Cleveland e, in una di queste, incontra Chris Vrenna, batterista, che diventerà il suo amico più intimo.
Alcune band underground in cui Reznor fece parte furono: nel 1983 gli Option 30 come tastierista e cantante, nell'85 entra negli The Innocent sempre come tastierista, negli anni a seguire suona con la cover band degli Urge, verso la metà degli anni Ottanta Reznor entra negli Exotic Birds e successivamente, anche se per poco tempo, negli Slam Bamboo.
Reznor riesce anche a trovare un impiego negli studi Right Track, dove ha la possibilità di imparare le tecniche di registrazione, mixaggio, produzione e manipolazione sonora.

### I Nine Inch Nails
L'esordio ufficiale dei Nine Inch Nails (formati da Reznor, Vrenna e dal chitarrista Richard Patrick) è datato 1989, con l'album Pretty Hate Machine, che diverrà un vero e proprio cult nel panorama Industrial del periodo; Reznor è un polistrumentista che, pur risentendo dell'influenza dei Ministry e gli Skinny Puppy, riesce a spaziare senza difficoltà tra l'elettronica, il synth pop e le atmosfere Dark. Nel 1994 esce l'album The Downward Spiral, caratterizzato da atmosfere opprimenti e liriche cupe. È a tutt'oggi l'album più venduto del gruppo.
Nel 1999 esce il doppio album The Fragile che, pur non riuscendo ad avere successo commerciale come il precedente, viene comunque ritenuto uno dei migliori lavori del gruppo. Ospite nella canzone Starfuckers, Inc. è Marilyn Manson. Dopo With Teeth del 2005, il 16 aprile 2007 è uscito Year Zero, concept album che riprende lo stile di Pretty Hate Machine. Nel 2008 a distanza di pochi mesi vengono rilasciati gli album Ghosts I-IV composto da 36 tracce strumentali e The Slip, entrambi disponibili in download gratuito tramite il sito ufficiale.
Nel 2009 Trent Reznor annuncia lo scioglimento della band e il Wave Goodbye Tour, ultimo tour del gruppo. Il 25 febbraio 2013 Trent Reznor annuncia la reunion e un nuovo tour che si svolgerà nell'estate e nell'autunno dello stesso anno negli Stati Uniti e continuerà nel 2014 nel resto del mondo. A comporre la line-up della band, assieme a Reznor, saranno Eric Avery dei Jane's Addiction, Adrian Belew dei King Crimson, Josh Eustis dei Telefon Tel Aviv, e i veterani del gruppo Alessandro Cortini e Ilan Rubin.

### How To Destroy Angels
Accantonato il progetto Nine Inch Nails, Trent Reznor insieme a sua moglie Mariqueen Maandig e Atticus Ross danno vita a How To Destroy Angels, una band dall'influenza industrial ed elettronica. Il 4 maggio 2010 pubblicano il singolo in formato digitale A Drowning, seguito 10 giorni dopo dal videoclip di The Space in Between. Verrà pubblicata una terza traccia attraverso l'applicazione iPad di Wired Magazine e il sito ufficiale. Il brano, intitolato The Believers, farà parte nel 2011 della colonna sonora del film Limitless.
Il primo giugno 2010 viene pubblicato un EP contenente le tracce sopracitate insieme ad altri tre pezzi inediti, dal titolo How To Destroy Angels. Il 9 dicembre 2011 la band pubblica una cover del brano di Bryan Ferry Is Your Love Strong Enough? per la colonna sonora del film Millennium - Uomini che odiano le donne di David Fincher.
In un'intervista Trent Reznor ha dichiarato di essere in fase di post-produzione del primo full-length album, in uscita entro l'estate 2012. In realtà il 16 novembre 2012 verrà distribuito, in formato digitale e in vinile, il secondo EP della band intitolato An Omen EP_. Il primo full-length album della band, dal titolo Welcome Oblivion, uscirà il 5 marzo 2013, dopo esser stato reso disponibile in versione pre-ascolto sul portale pitchfork.com.

### La composizione di colonne sonore
Nel 2001 Reznor è stato contattato da Mark Romanek per comporre la colonna sonora del film One Hour Photo ma alla fine la produzione, causa divergenze, non venne utilizzata.
Nel 2010 ha collaborato con Atticus Ross per realizzare la colonna sonora del film di David Fincher The Social Network. Al riguardo Trent ha dichiarato: "Quando ho letto il copione e capito cosa stava facendo, ho detto addio a quel tempo libero che avevo pianificato". Per questo lavoro Reznor e Ross nel 2011 hanno vinto il Golden Globe per la migliore colonna sonora originale e il Premio Oscar alla migliore colonna sonora. Reznor e Ross continuano a collaborare con il regista statunitense, curando nel 2011 la colonna sonora di Millennium - Uomini che odiano le donne e nel 2014 la colonna sonora di L'amore bugiardo - Gone Girl.
Nel videogioco Call of Duty: Black Ops II ha realizzato un tema della colonna sonora. Nel 2013 ha partecipato con Dave Grohl dei Foo Fighters e a Josh Homme dei Queens of the Stone Age alla realizzazione del brano Mantra, traccia di chiusura di Sound City: Real to Reel, colonna sonora del film diretto da Grohl, Sound City. Nel 2016 compone nuovamente assieme ad Atticus Ross, la colonna sonora del film Boston - Caccia all'uomo, pellicola che narra le vicende sull'attentato alla maratona di Boston del 15 aprile 2013, diretto da Peter Berg; si è trattato della quarta collaborazione con Ross e della prima con Berg. Nel 2019 Reznor torna a collaborare con Atticus Ross per realizzare la colonna sonora della serie televisiva Watchmen della HBO.
Nel 2020 collabora di nuovo con Atticus Ross per la colonna sonora di Soul, film d'animazione prodotto dai Pixar Animation Studios, in co-produzione con Walt Disney Pictures,  grazie al quale vince il secondo premio Oscar alla migliore colonna sonora. Sempre nel 2021 e nella stessa categoria viene anche candidato per la colonna sonora di Mank, diretto da David Fincher.

## Vita privata
Reznor si è sposato con la cantante Mariqueen Maandig nell'ottobre 2009. Vivono a Los Angeles e hanno 5 figli.

## Discografia

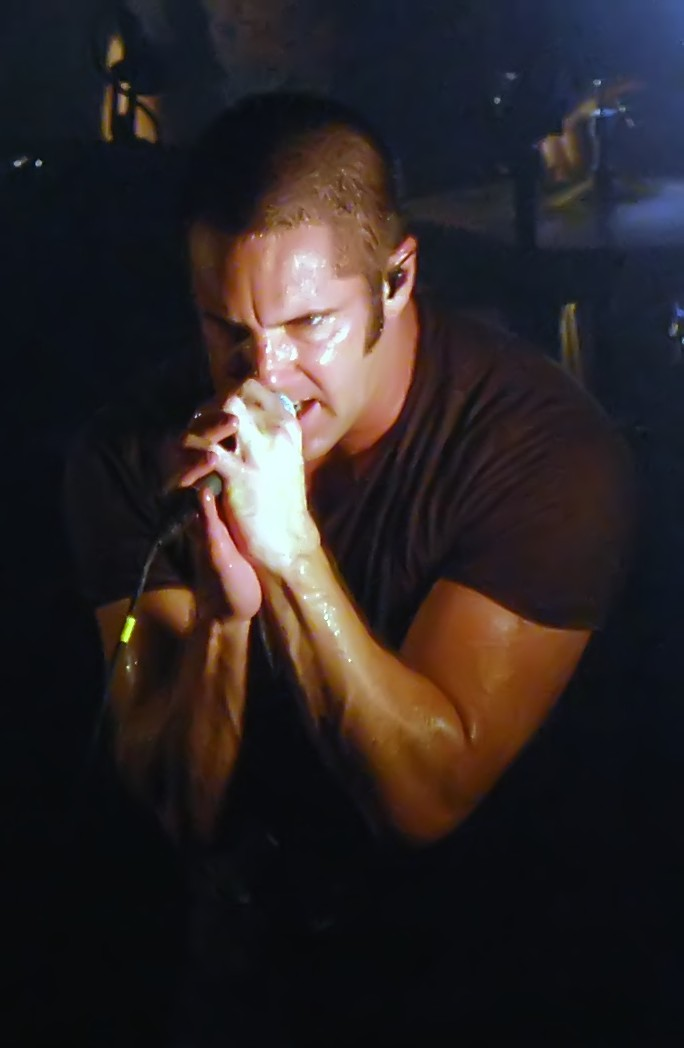
Trent Reznor nel 2009

### Con i Nine Inch Nails
- 1989 – Pretty Hate Machine
- 1994 – The Downward Spiral
- 1999 – The Fragile
- 2005 – With Teeth
- 2007 – Year Zero
- 2008 – Ghosts I-IV
- 2008 – The Slip
- 2013 – Hesitation Marks
- 2018 – Bad Witch
- 2020 – Ghosts V: Together
- 2020 – Ghosts VI: Locusts

### Colonne sonore

#### Cinema
- Strade perdute (Lost Highway), regia di David Lynch (1997) – solo i brani Videodrones; Questions e Driver Down
- The Social Network, regia di David Fincher (2010)
- Millennium - Uomini che odiano le donne (The Girl with the Dragon Tattoo), regia di David Fincher (2011)
- L'amore bugiardo - Gone Girl (Gone Girl), regia di David Fincher (2014)
- Punto di non ritorno - Before the Flood (Before the Flood), regia di Fisher Stevens (2016) - documentario
- Boston - Caccia all'uomo (Patriots Day), regia di Peter Berg (2016)
- Mid90s, regia di Jonah Hill (2018)
- Bird Box, regia di Susanne Bier (2018)
- Waves - Le onde della vita (Waves), regia di Trey Edward Shults (2019)
- Mank, regia di David Fincher (2020)
- Soul, regia di Pete Docter (2020)
- Bones and All, regia di Luca Guadagnino (2022)
- Empire of Light, regia di Sam Mendes (2022)
- Tartarughe Ninja - Caos mutante (Teenage Mutant Ninja Turtles: Mutant Mayhem), regia di Jeff Rowe (2023)
- The Killer, regia di David Fincher (2023)
- Challengers, regia di Luca Guadagnino (2024)
- Queer, regia di Luca Guadagnino (2024)
- Misteri dal profondo (The Gorge), regia di Scott Derrickson (2025)
- After the Hunt - Dopo la caccia (After the Hunt), regia di Luca Guadagnino (2025)

#### Televisione

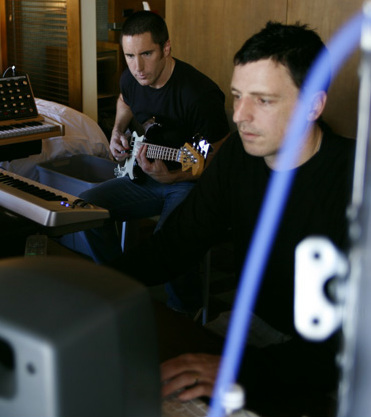
Reznor ha spesso collaborato con Atticus Ross (qui alla sua destra) durante la sua carriera

- Watchmen – serie TV (2019)

## Riconoscimenti
- Premi Oscar
  - 2011 - Miglior colonna sonora per The Social Network[11]
  - 2021 - Candidatura per la migliore colonna sonora per Mank[14]
  - 2021 - Miglior colonna sonora per Soul[13]
- Golden Globe
  - 2011 - Miglior colonna sonora per The Social Network
  - 2012 - Candidatura per la migliore colonna sonora per Millennium - Uomini che odiano le donne
  - 2015 - Candidatura per la migliore colonna sonora per L'amore bugiardo - Gone Girl
  - 2021 - Candidatura per la migliore colonna sonora per Mank
  - 2021 - Miglior colonna sonora per Soul
  - 2025 - Miglior colonna sonora per Challengers
  - 2025 - Candidatura alla miglior canzone originale per Compress / Repress
- Grammy Award[16][17]
  - 1993 - Miglior interpretazione metal per Wish[18]
  - 1995 - Candidatura per il miglior interpretazione di musica alternativa per The Downward Spiral[19]
  - 1996 - Miglior interpretazione metal per Happiness in Slavery (Woodstock '94)[20]
  - 1996 - Candidatura per la miglior canzone rock per Hurt (Track)
  - 1998 - Candidatura per la miglior interpretazione hard rock per The Perfect Drug[21]
  - 2000 - Candidatura per il miglior interpretazione di musica alternativa per The Fragile[22]
  - 2000 - Candidatura per la miglior interpretazione metal per Starfuckers, Inc.[22]
  - 2001 - Candidatura per la miglior interpretazione vocale rock maschile per Into the Void[23]
  - 2006 - Candidatura per la miglior interpretazione hard rock per The Hand That Feeds[24]
  - 2007 - Candidatura per la miglior interpretazione hard rock per Every Day Is Exactly the Same[25]
  - 2009 - Candidatura per la miglior performance rock strumentale per 34 Ghosts I-IV
  - 2009 - Candidatura per il miglior cofanetto o confezione in edizione limitata per Ghosts I-IV
  - 2013 - Miglior colonna sonora per arti visive per Millennium - Uomini che odiano le donne (The Girl with the Dragon Tattoo)
  - 2014 - Candidatura per la miglior album di musica alternativa per Hesitation Marks
  - 2015 - Candidatura per la miglior colonna sonora per arti visive per L'amore bugiardo - Gone Girl (Gone Girl)
  - 2022 - Miglior colonna sonora per arti visive per Soul